# نورمان جنرال
نورمان جنرال هو عداء مراثوني كندي، ولد في 18 أكتوبر 1893 في Ohsweken, Ontario ‏ في كندا، وتوفي في 14 أغسطس 1974.

## وصلات خارجية
- نورمان جنرال على موقع أوليمبيديا (الإنجليزية)